# Arnold Moritz Holtermann

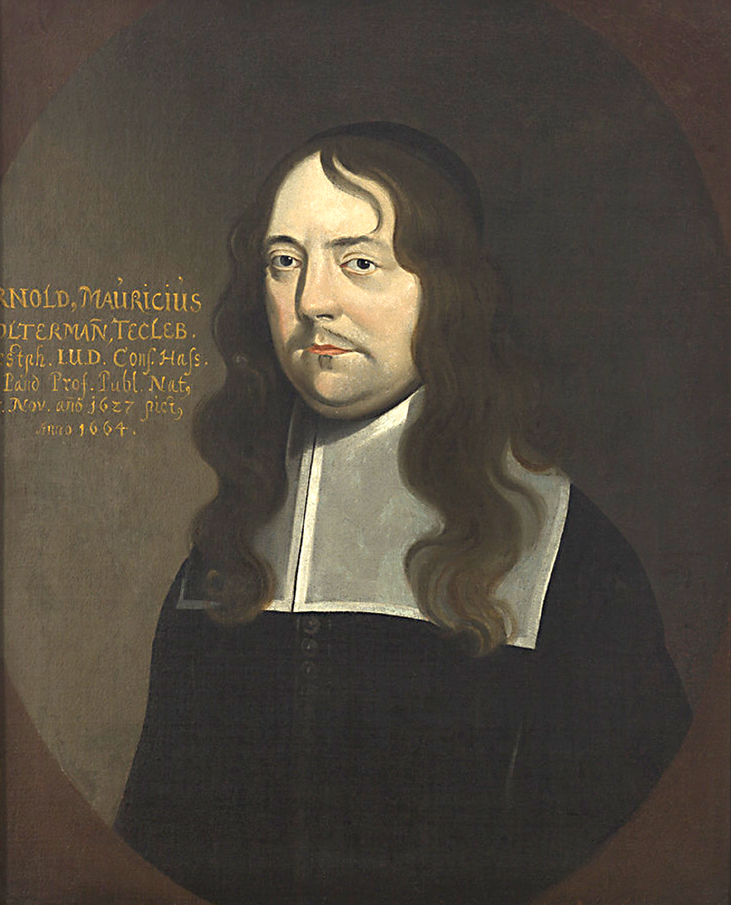
Arnold Moritz Holtermann

Arnold Moritz Holtermann (* 15. November 1627 in Rheda; † 28. April 1681 in Marburg) war ein deutscher Rechtswissenschaftler und Hochschullehrer.

## Leben
Holtermann war der Sohn des Hofmeisters auf Schloss Rheda und promovierten Juristen, des Geheimrats Bernhard Holtermann. Er besuchte das Gymnasium in Steinfurt und studierte anschließend an der Universität in Deventer Rechtswissenschaften, Philosophie und klassische Altertümer. Nach Stationen ab 1649 an den Universitäten in Leyden, Utrecht und Groningen ging er an die Universität Heidelberg und schließlich an die Universität Basel, an der er am 28. Oktober 1651 mit seiner Arbeit Ad l. ult. Cod. de edicto D. Hadriani tollendo zum Doktor beider Rechte promoviert wurde.
Während einer Reise nach Italien 1653 erhielt Holtermann einen Ruf als Professor der Geschichte und kurz darauf auch der Rechte an das Gymnasium in Steinfurt. Einen Ruf 1656 an die Universität Franeker schlug er aus. 1658 machte er mit einigen schweizerischen Edelleuten eine Reise nach England. Aus England zurückgekehrt, nahm er 1661 die Berufung als ordentlicher Professor der Geschichte und Beredsamkeit sowie als außerordentlicher Professor der Rechte an der Universität Marburg an. Kurz darauf, 1662, wurde er vierter ordentlicher Professor der Rechte, als Professor der Institutionen. Ab 1674 war er dritter ordentlicher Professor der Rechte. 1670 war Holtermann Dekan der juristischen Fakultät und Rektor der Universität Marburg. Letzteres Amt hatte er erneut 1679/1680 inne.
1666 erhielt Holtermann den Titel eines hessischen Rates. Rufe von anderen Universitäten, darunter Groningen 1666, sowie einen wiederholten nach Franeker und 1677 nach Heidelberg lehnte er ab.

## Werke (Auswahl)
Holtermann hat eine umfangreiche, über 100 Nummern umfassende, schriftstellerische Tätigkeit aufzuweisen, wobei er sich in einigen explizit gegen Advokaten wendet, wodurch ihm eine Vielzahl von Besprechungen und Entgegnungen zuteilwurden.
Sammelbände
- Dissertationes jurid. ad IV. Institutionum libros …, Marburg 1664 (Band mit 24 Dissertationen).
- Πρωθεωρία universi jur. feudalis, Marburg 1668 (Band mit 19 Dissertationen).
- Lex regia s. vera et fundam. Imper. R. G. hod. ratio status …, Marburg 1677 (Band mit 14 Disputationen).
- Jus noviss. s. Novell. Justin, concinna et method. expositio, Marburg 1678 (Band mit 14 Dissertationen).

Einzeldrucke
- Diss. de quaest. s. torturis reorum, Marburg 1666.
- Von der Fürladung vor Gottes Gericht in bürgerl. und peinl. Sachen, Marburg 1668.
- Disput. de sponsionibus licitis et temerariis vulgo Prael sacht oder ich fresse dich, Marburg 1676.
- Disput. de nequitia Advocatorum – von Tücken und Bubenstücken der Advokaten, Marburg 1679.
- Verkehrter Jurist s. sine lege monstrosus Jureconsultus, Marburg 1680.